# Conseil des Deux-Cents
Le Conseil des Deux-Cents, aussi nommé le magnifique Conseil des Deux-Cents (avec ou sans majuscule à « magnifique » : les avis divergent) ou de façon courte le Magnifique Conseil (souvent avec majuscule comme nom « absolu », mais pas toujours), est une assemblée législative composée de 200 à 300 membres, qui apparaît au XVIe siècle dans l'histoire des institutions politiques suisses, dans les cantons de Zurich, Berne, Fribourg et Bâle, ainsi que dans la République de Genève. 

## Genève
Le Conseil des Deux-Cents ou « des CC » apparaît vers 1526 sans que les raisons de sa création soient connues. Il est formé de deux cents membres désignés par l'assemblée de la bourgeoisie de Genève. 
Organe législatif de la République de Genève et ancêtre du Grand Conseil, il élit les syndics de Genève et les membres du Petit Conseil (les organes exécutifs).
Il disparait à la suite des troubles provoqués par la Révolution française.

### Personnalités membres
- Laurent de Normandie (vers 1510-1569) : de 1559 à 1569[2]
- Jean de Normandie (1544-1616) : de 1575 à 1588[3]
- Charles Bonnet (1720-1793) : de 1752 à 1768[4]
- Jacques de Grenus (1751-1819) : brièvement en 1782[5]
- Charles Pictet de Rochemont (1755-1824) : en 1788[6]
- François d'Ivernois (1757-1842) : élu en septembre 1792[7]